# Folgen der globalen Erwärmung für die Gesundheit
Die Folgen der globalen Erwärmung für die Gesundheit gehören zu den Auswirkungen der Erderwärmung auf den Menschen. Dazu zählen sowohl direkte Gesundheitsfolgen (Erkrankungen und Todesfälle) im Zusammenhang mit Hitze, Überflutungen und Stürmen (durch Hitzestress, Verletzungen, Traumatisierungen etc.) als auch indirekte Gesundheitsfolgen der klimatischen Veränderungen (z. B. durch Ausbreitung von Infektionserkrankungen, Unterernährung). Dabei sind bestimmte Bevölkerungsgruppen (chronisch Kranke, ältere Menschen etc.) besonders gefährdet. Gemäß Weltgesundheitsorganisation (WHO) ist der Klimawandel die „größte Bedrohung der Gesundheit, vor der die Menschheit steht“.
Die negativen gesundheitlichen Auswirkungen des Klimawandels können unter anderem durch Anpassungsmaßnahmen wie eine verbesserte Gesundheitsversorgung, ein besseres Katastrophenmanagement und Armutsbekämpfung reduziert werden, wobei Kosten und Aufwand hierfür beträchtlich sein könnten. Die Folgen einer starken Klimaerwärmung nach dem Jahr 2050 werden entsprechend den Vorhersagen des Weltklimarates IPCC voraussichtlich schwer zu bewältigen sein.
Die Weltgesundheitsorganisation, der Weltärztebund und zahlreiche weitere Fachgesellschaften und Organisationen im Gesundheitsbereich setzen sich daher für die Einhaltung des Übereinkommens von Paris zum Klimaschutz als Gesundheitsprävention ein.
Verschiedene Klimaschutzmaßnahmen (z. B. aktive Mobilität statt Autofahren) haben gleichzeitig positive Auswirkungen auf die Gesundheit (sogenannte „Co-Benefits“).

## Forschung und politische Akteure
Mit den Folgen der globalen Erwärmung für die Gesundheit beschäftigen sich unter anderem die medizinischen Fachbereiche Tropenmedizin, Epidemiologie und Public Health. In den letzten Jahren haben sich zudem das multidisziplinäre Fachgebiet Global Health, sowie im Kontext der Globalen Erwärmung das Konzept Planetary Health etabliert.
Der Weltklimarat IPCC geht bereits seit dem ersten Sachstandsbericht 1990 auf die gesundheitlichen Folgen des Klimawandels ein, seit dem zweiten Sachstandsbericht widmete er dem Thema jeweils ein eigenes Kapitel.
Die Weltgesundheitsorganisation (WHO) veröffentlicht seit 1990 Berichte zum Thema Klimawandel und Gesundheit.
Eine gemeinsame Arbeitsgruppe der medizinischen Fachzeitschrift The Lancet und des University College London veröffentlichte im Jahr 2009 einen umfassenden Bericht zum Thema Klimawandel und Gesundheit. Ein weiterer Bericht wurde im Jahr 2015 veröffentlicht. In diesen Berichten wurde der Klimawandel als die größte Gefahr für die globale Gesundheit im 21. Jahrhundert bezeichnet. Schreite die anthropogene globale Erwärmung ungebremst voran, würde voraussichtlich die in den letzten 50 Jahren erreichte Verbesserung der öffentlichen Gesundheit wieder untergraben werden. Insofern seien umfassende Klimaschutzmaßnahmen die „größte Chance für die globale Gesundheit im 21. Jahrhundert“.
Aus dieser Arbeitsgruppe ging der weltweite Verbund Lancet Countdown: Tracking progress on health and climate change hervor, der seit 2016 jährlich den wissenschaftlichen Kenntnisstand zum Thema, sowie die Fortschritte in Klimaschutz und -anpassung (im Sinne des Gesundheitsschutzes) zusammenfasst.
International setzen sich zudem verschiedene Nichtregierungsorganisationen wie die Global Climate and Health Alliance und die Planetary Health Alliance, sowie in Deutschland die Deutsche Allianz Klimawandel und Gesundheit, für die Umsetzung von Klimaschutzmaßnahmen als Gesundheitsschutz ein.
Im Jahr 2019 wurde in Deutschland die erste Professur Klimawandel und Gesundheit (Potsdam-Institut für Klimafolgenforschung und Charité) geschaffen.

## Einflusswege des Klimawandels auf die Gesundheit
Der Weltklimarat beschreibt in seinem fünften Sachstandsbericht drei Wege, auf denen der Klimawandel sich auf die Gesundheit auswirken kann:
1. Direkte Auswirkungen, vorwiegend beeinflusst durch die Veränderungen in der Häufigkeit extremer Wetterereignisse wie Hitze, Dürre und Extremniederschläge.
2. Auswirkungen, die durch natürliche Systeme mediiert bzw. vermittelt sind, wie z. B. Insekten als Krankheitsüberträger, wasserbürtige Krankheiten, Allergene, Wasser- oder Luftverschmutzung.
3. Auswirkungen, die stark durch menschliche Systeme vermittelt sind, z. B. gesundheitliche Folgen im Zusammenhang mit Erwerbstätigkeit, Unterernährung (Nahrungsmittelproduktion/-verteilung), psychischer Stress.

## Besonders gefährdete Gruppen
Generell kann davon ausgegangen werden, dass der Klimawandel bereits bestehende Muster von Erkrankungen verstärkt, in dem er sich auf die zugrunde liegenden Vulnerabilitäten auswirkt, welche bereits ohne den Einfluss des Klimawandels zu Erkrankungen führen.
Zu den Ursachen einer vermehrten Vulnerabilität für Erkrankungen oder Verletzungen gehören
- geographische Gründe
- bisheriger Gesundheitsstatus
- Alter
- Geschlecht
- sozioökonomischer Status
- die öffentliche Gesundheitsversorgung oder Infrastruktur.

## Direkte Auswirkungen von Klima und Wetter auf die Gesundheit
Obwohl eine breite Evidenz zu den Auswirkungen von Wetter und Klima auf die Gesundheit vorliegt, gibt es nur wenige Studien zu den Auswirkungen der globalen Erwärmung auf die Gesundheit. Dies liegt daran, dass das der Klimawandel als Veränderung über Jahrzehnte definiert ist. Gute Studien benötigen daher sehr lange Beobachtungszeiträume, Informationen über weitere mögliche Einflussfaktoren, sowie geeignete statistische Methoden. Zudem sind Gesundheitsbehörden angehalten, bei Bekanntwerden von Risiken sofort Maßnahmen zu ergreifen, welche wiederum die Ergebnisse von Langzeitstudien beeinflussen können. Trotz dieser Schwierigkeiten können in verschiedenen Fällen Schlussfolgerungen bezüglich Ursache und Wirkung gezogen werden.

### Hitze
Es gibt einen sehr stabilen Zusammenhang zwischen heißen Tagen und dem Anstieg der Sterblichkeit. Gleichzeitig ist es nach Ergebnissen des IPCC sehr wahrscheinlich, dass infolge des Klimawandels global die Anzahl heißer Tage und Nächte stieg und die Anzahl kalter Tage und Nächte sank. Es ist daher wahrscheinlich, dass die Anzahl hitzebedingter Todesfälle infolge des anthropogenen Klimawandels angestiegen ist.
Bei einem Anstieg der Körpertemperatur über 38 °C („Hitzeerschöpfung“) kommt es zu einer Einschränkung körperlicher und psychischer Funktionen, bei über 40,6 °C („Hitzeschlag“) zum Risiko eines Organschadens, Bewusstseinsverlust und Tod.
Ohnehin vulnerable Personengruppen, etwa Menschen mit Herz-Kreislauf-Erkrankungen, Nierenerkrankungen, Diabetes, chronischen Lungenerkrankungen, und ältere Menschen über 65 Jahre sind durch hohe Temperaturen besonders gefährdet.
Die sommerliche Hitzebelastung in dichtbesiedelten urbanen Gegenden stieg (2017 im Vergleich zur Referenzperiode 1986–2007) mehr als doppelt so stark wie die globale Durchschnittstemperatur. Somit sind die Bevölkerungen in Europa und dem östlichen Mittelmeerraum aufgrund der hohen Anzahl älterer Menschen (42 % bzw. 43 % älter als 65 Jahre alt), die in Städten wohnen, besonders gefährdet.
Die Sterblichkeit während einer Hitzewelle ist bei Menschen mit vorbestehenden psychischen Erkrankungen einer Metaanalyse zufolge um das Dreifache erhöht.
Besonders betroffen sind Menschen, die im globalen Süden trotz zunehmender Hitze im Freien arbeiten.

### Überschreiten der Kühlgrenztemperatur

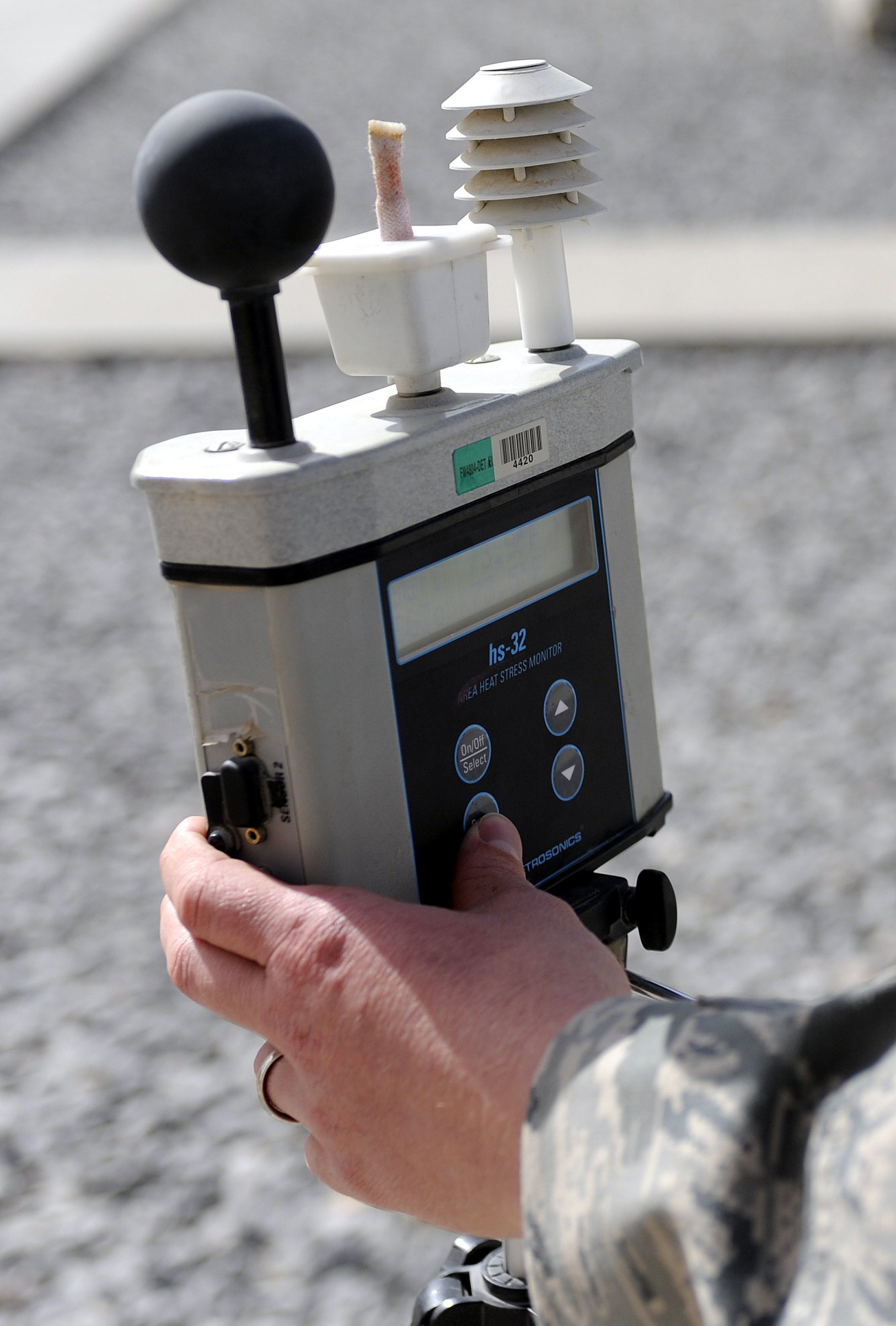
Digital-elektronisches Messgerät der U.S. Air Force zur Ermittlung des WBGT-Indexes

In der Human-Biometeorologie wird die Kühlgrenztemperatur angewandt, um Hitzestress anzuzeigen: Sie wird entweder direkt benutzt oder fließt in die Berechnung von Indizes ein, welche die gefühlte Temperatur und thermischen Stress quantifizieren, z. B. in den „WBGT-Index“ (wet bulb globe temperature–, „Feuchtkugel-Global-Temperatur–Index“) unter Berücksichtigung der herrschenden Werte von Lufttemperatur, Luftfeuchtigkeit, Sonneneinstrahlung und Windgeschwindigkeit, was z. B. eine Rolle spielt bei der Ausrufung einer 2014 vom Weltfußballverband FIFA eingeführten Abkühlpause bei Fußballspielen zum Schutz vor einem Hitzeschaden.
Die menschengemachte globale Erwärmung führt auch zu steigenden Feuchtkugeltemperaturen, sodass in einigen Teilen der Erde die Überlebensfähigkeit von Menschen nicht mehr gegeben ist. Nach einer Prognose von Im et al. aus dem Jahr 2016 könnten solche Bedingungen in Teilen Südasiens gegen Ende des 21. Jahrhunderts erreicht werden, in der indischen Metropolregion um Kalkutta wird die Kühlgrenztemperatur bereits heute „nahezu jährlich übertroffen“ (Stand: 2022).
Die höchsten Werte der Kühlgrenztemperatur werden in der Golfregion gemessen; dort hat sich die Kühlgrenztemperatur 2015 dem Wert von 35 Grad Celsius genähert. Eine Kühlgrenztemperatur von 35 °C wird beispielsweise bei einer relativen Luftfeuchte von 50 % und gleichzeitiger Lufttemperatur von 46 °C erreicht.

### Überflutungen und Stürme
Fünfzehn Prozent aller Todesfälle bei Naturkatastrophen sind auf Überflutungen zurückzuführen. Neben den unmittelbaren Folgen von Überflutungen wie Tod und Verletzungen, gehören zu den längerfristigen Folgen z. B. die Ausbreitung von Infektionserkrankungen oder das Auftreten psychischer Erkrankungen (z. B. Posttraumatischen Belastungsstörung), verstärkt durch die Zerstörung von Infrastruktur, Wohnraum und Lebensgrundlagen.

### Ultraviolette Strahlung
Die umgebende UV-Strahlung und die sommerlichen Höchsttemperaturen sind assoziiert mit der Prävalenz von Hautkrebs und Grauem Star. Gleichzeitig hat Sonnenlicht positiven Einfluss auf die Vitamin-D-Synthese.

## Indirekte Auswirkungen, vermittelt über natürliche Systeme

### Über Vektoren verbreitete Erkrankungen
Die Temperatur beeinflusst das Ausmaß der Übertragung von durch Vektoren verbreiteten Infektionserkrankungen; relevante Vektoren sind vor allem Insekten (z. B. Mücken) und Spinnentieren (Zecken). Dabei wirken sich Temperaturen einerseits auf das Populationswachstum der Krankheitsüberträger aus, andererseits auf die Entwicklung der Krankheitserreger innerhalb der Krankheitsüberträger.

#### Malaria
Untersuchungen ergaben in wärmeren Jahren eine Ausdehnung der Ausbreitungsgebiete von Malaria auch in geographisch höher gelegene Regionen. Betroffen sind etwa die dicht besiedelten Regionen des afrikanischen und südamerikanischen Hochlands (Äthiopien, Kolumbien). Schätzungen zufolge könne es durch eine weitere Erwärmung in Äthiopien um 1 °C zu 2,8 Millionen zusätzlicher Erkrankungen bei Kindern unter drei Jahren kommen.

#### Borreliose und FSME
Viele Studien haben Zusammenhänge berichtet zwischen dem Klima und der Verbreitung von Infektionserkrankungen, die von Zecken übertragen werden, wie Borreliose und FSME. So wurde für Nordamerika die Ausbreitung einer Zeckenart (Ixodes scapularis) in Richtung Norden zwischen 1996 und 2010 beobachtet. Bis 2014 gab es aber keine Hinweise auf einen damit zusammenhängenden Anstieg von Infektionserkrankungen beim Menschen.

#### Dengue-Fieber
Das Denguefieber zeigte einen 30fachen Anstieg der globalen Inzidenz in den letzten 50 Jahren und ist somit die sich am schnellsten ausbreitende durch Stechmücken übertragene Erkrankung. Jährlich treten etwa 390 Millionen Infektionen mit dem Dengue-Virus auf, von denen 96 Millionen Symptome zeigen (Stand 2013). Die Erkrankung ist vorwiegend im asiatisch-pazifischen Raum verbreitet. Die erste Ausbreitung in Europa seit den 1920er Jahren wurde im Jahr 2012 auf Madeira, Portugal, beobachtet. Die Hauptüberträger des Dengue-Virus, die Gelbfiebermücke und die Asiatische Tigermücke, sind klimasensitiv. Chinesische Studien zeigten Zusammenhänge von Temperatur, Luftfeuchtigkeit und Niederschlagsmenge mit der Verbreitung von Dengue. Dabei scheinen einerseits starke Niederschläge die Dengue-Ausbreitung zu begünstigen, anderseits Dürre – durch das Aufbewahren von Wasser in Behältern, die als Brutstätten für Mücken dienen.
Es wird erwartet, dass bei steigenden Temperaturen bis zum Ende dieses Jahrhunderts die Tigermücke nicht nur im Mittelmeerraum, sondern auch in weiten Teilen West- und Mitteleuropas, bis zur Ukraine, günstige klimatische Lebensbedingungen vorfinden wird.
In Deutschland ist die Asiatische Tigermücke in den Jahren 2007 bis 2013 nur vereinzelt beobachtet worden, inzwischen werden in den Sommermonaten auch größere Populationen nachgewiesen, vor allem in Süddeutschland.

#### Weitere über Vektoren verbreitete Infektionserkrankungen
Das Hanta-Fieber führt jährlich etwa zu 200.000 Krankenhausbehandlungen. Die Inzidenz dieser Erkrankung steht in Zusammenhang mit Temperatur, Niederschlagsmenge und relativer Luftfeuchtigkeit. Die Pest, eine der ältesten Erkrankungen der Menschheit, ist nach wie vor in vielen Teilen der Erde verbreitet. Ausbrüche wurden in Zusammenhang gebracht mit saisonalen und jährlichen Klimaschwankungen.
Das Chikungunyafieber ist eine Viruserkrankung, die ebenfalls durch die Asiatische Tigermücke übertragen wird. In Europa trat die Erkrankung erstmals im Jahr 2007 auf. Von einer weiteren Ausbreitung im Zusammenhang mit dem fortschreitenden Klimawandel wird ausgegangen.
Die Ausbreitung des Zika-Virus wird durch zunehmende Wärme begünstigt. Bei höheren Temperaturen vergrößert sich das Verbreitungsgebiet der Aedes-Mücken, die die Krankheit übertragen, sie treten früher auf und sind länger aktiv, Mückenlarven entwickeln sich schneller, weibliche Mücken stechen häufiger und die Entwicklungszeit der Krankheitserreger verkürzt sich. Rekordwärme, die vor dem Hintergrund eines besonders starken El-Niño-Ereignisses und der globalen Erwärmung in der zweiten Jahreshälfte 2015 im nördlichen und östlichen Südamerika auftrat, trug wahrscheinlich zur Zikavirus-Epidemie 2015/2016 bei. Modellrechnungen deuten darauf hin, dass im Jahr 2050 – je nach Ausmaß der Erwärmung – bis zu 1,1–1,3 Mrd. Menschen in Regionen leben werden, in denen dann die Übertragung des Virus zusätzlich möglich sein wird, darunter auch Regionen in Nordamerika und Europa.

### Über Wasser und Nahrung verbreitete Erkrankungen

#### Vibrionenerkrankungen
Vor allem in der nördlichen Hemisphäre wurde ein Anstieg von Vibrioneninfektionen beobachtet. Vibrionen vermehren sich besonders ab einer Wassertemperatur von über 16 °C in brackigem Meerwasser. Der Prozentsatz der nördlichen Küstengebiete (40–70° N), die diese Bedingungen erfüllen, hat in den 2010er Jahren im Vergleich zu den 1980er Jahren um 3,5 % zugenommen. Gleichzeitig nahm die Anzahl der Vibrioneninfektionen in zwei Hochrisikogebieten, der Baltischen Region und dem Nordosten der USA, um 24 % bzw. 27 % zu.

#### Weitere Parasiten, Bakterien und Viren
Die Häufigkeit von Diarrhoe wurde mit hohen Temperaturen in Zusammenhang gebracht. Die Mechanismen sind jedoch bislang nur für Salmonellen und Campylobacter bekannt. In beiden Fällen zeigt sich eine klare Saisonalität der Infekte, sowie höhere Erkrankungszahlen bei wärmeren Temperaturen. Beim Rotavirus zeigten sich saisonale Effekte in gemäßigten und subtropischen Regionen. Steigende Temperaturen können zudem zum Wachstum giftiger Algen führen.

### Luftqualität

#### Gesundheitsschäden durch anhaltend hohe Ozonwerte
Viele Modelle sagen vorher, dass infolge steigender Temperaturen der Ozongehalt in der Luft speziell in Ballungsräumen ansteigen wird. Bereits kleine Anstiege der bodennahen Ozonkonzentration können die Gesundheit beeinträchtigen; verschiedene Studien zeigten eine Zunahme der Mortalität. Autoren einer Studie zur Hitzewelle in Europa 2003 schätzten, dass 50 % der Todesfälle möglicherweise mit Ozon-Exposition, und weniger mit der Hitze an sich, in Verbindung zu bringen sind.

#### Gesundheitsschäden durch akute Luftverschmutzung
Zudem kommt es infolge von Hitzewellen und Dürren vermehrt zu Waldbränden, die zu einer erhöhten Feinstaubbelastung für Tage bis Monate führen können. Eine Studie ergab, dass es global jährlich etwa 339.000 (260.000–600.000) vorzeitige Todesfälle durch Feinstaub-Exposition infolge von Waldbränden gibt, insbesondere in Subsahara-Afrika und Südost-Asien. Im Südhalbkugel-Sommer 2019/2020 kam es in Australien zu großflächigen Waldbränden. Dabei gab es Rauchentwicklungen, die in Chile und Argentinien – Tausende Kilometer jenseits des Pazifiks – messbar waren. In Australien selbst enthielt der Rauch hohe Konzentrationen von Russpartikeln, Stickoxiden, Kohlenmonoxiden und Kohlenwasserstoffen. Aufgrund von Erfahrungswerten der Waldbrände in Kalifornien im Jahr 2017, kann angenommen werden, dass es zu gesundheitsschädlichen Folgen gekommen ist. So wurde bei den verhältnismäßig kleinen Waldbränden in Kalifornien – mit einer Größe von rund 40 Quadratkilometern – eine fünfmal höhere Konzentration von kleinsten Russpartikeln (< 2,5 Mikrometer) gemessen. Zudem kam es zu einer Zunahme von Spitalbesuchen. Während der zehntägigen Feuerperiode verzeichnete die Notaufnahme des Rady Children’s Hospital in San Diego im Schnitt täglich 16 Fälle von Kindern mit Atmungsproblemen, Husten und Asthma mehr als im langjährigen Vergleich.

#### Aeroallergene
Wärmere Temperaturen fördern grundsätzlich die Produktion und Freisetzung von Inhalations- oder Aeroallergenen wie Sporen oder Pollen. Daher könnte es Effekte geben auf Asthma oder andere allergische Atemwegserkrankungen wie allergische Rhinitis, sowie Auswirkungen auf das Auftreten von Konjunktivitis oder Dermatitis.
In Deutschland hat sich die Pollenflugsaison nach Angaben des Bundesministerium für Umwelt, Naturschutz und nukleare Sicherheit aufgrund des Klimawandels verlängert. Auch wird es als wahrscheinlich angesehen, dass bestimmte allergene Pflanzen dort zukünftig eine größere Rolle spielen.

## Indirekte Auswirkungen, vorwiegend vermittelt über menschliche Systeme

### Unterernährung
Ernährung ist eine Funktion von landwirtschaftlicher Produktion, sozioökonomischen Faktoren wie Lebensmittelpreisen und -verfügbarkeit, und menschlichen Erkrankungen, insbesondere solchen, welche Appetit, Nährstoffresorption und Katabolismus beeinflussen.
Es kann unterschieden werden zwischen Unterernährung als Aspekt der individuellen Gesundheit (undernutrition), und Unterernährung als einem nationalen Mangel an Nährstoffen (undernourishment), beschrieben als Prozentsatz der Bevölkerung, der nicht genügend Nahrungsenergie erhält. Individuelle Unterernährung kann chronisch sein, was zu lebenslangem Kleinwuchs führen kann, oder akut, was Fett- und Muskelabbau, im Extremfall den Tod, zufolge hat.
Die Prozesse, über die der Klimawandel die menschliche Ernährung beeinflusst, sind komplex. Höhere Temperaturen und Veränderungen der Niederschlagsmenge können sowohl die Quantität als auch die Qualität der angebauten Nahrungsmittel beeinflussen. Eine Studie zeigte für afrikanischen Mais, dass der Ernteertrag für jedes Grad Celsius über 30 °C (bei optimalen Niederschlagsmengen) um 1 % sank, bei Dürre um 1,7 %. Ein systematisches Review kam zu dem Schluss, dass der Klimawandel eine Gefahr für die Getreideproduktion in Ländern darstellt, in denen die Lebensmittelversorgung ohnehin schon unsicher ist. Der Klimawandel kann zudem über den Einfluss von Hitze auf die Produktivität von Bauern die Lebensmittelversorgung beeinträchtigen. Neuere Studien zeigen, dass die Wachstumszeit verschiedener Getreidearten (Winterweizen, Mais, Sojabohnen) weltweit zwischen 1960 und 2017 kontinuierlich und parallel zur Erwärmung abgenommen hat. Die Wachstumszeit von Getreide gilt als Indikator für spätere Ernteerträge. Auch der IPCC-Sonderbericht über Klimawandel und Landsysteme (2019) weist auf seit einigen Jahren beobachtete Einbußen von Ernteerträgen bei Getreidearten hin.

### Erkrankungen im Zusammenhang mit Arbeit und Beschäftigung
Das individuelle globale Risiko, einer Hitzewelle ausgesetzt zu sein, stieg (2000–2017 verglichen mit 1986–2005) um das 1,4-fache an. Der geschätzte globale Arbeitsausfall aufgrund hitzeassoziierter gesundheitlicher Probleme betrug 2017 153 Milliarden Stunden (Anstieg um 62 Milliarden Stunden verglichen mit dem Jahr 2000), 80 % davon im Agrarsektor. Hierbei waren vor allem ohnehin vulnerable Regionen in Indien, Südostasien, Subsahara-Afrika und Südamerika betroffen.

### Psychische Erkrankungen
Extreme Wetterereignisse wie Überflutungen, Dürren oder Hitzewellen erhöhen die Belastung für diejenigen, die bereits psychisch krank sind, und können auch zu psychischen Erkrankungen bei bislang Gesunden führen. Dazu gehören sowohl akute Angst- und Belastungsreaktionen (wie etwa eine Posttraumatische Belastungsstörung) als auch längerfristige Auswirkungen wie generalisierte Ängste oder Depressionen. Außerdem zeigte sich im Zusammenhang mit Hitze eine erhöhte Rate an (insbesondere gewaltsamen) Suiziden.
Bei anhaltenden Umweltveränderungen wie Dürren kann es zu chronischem Stress, belastenden Verlustgefühlen (Solastalgie) sowie dem vermehrten Auftreten von Suiziden kommen.

### Gewalt und Konflikte
Studien zeigten Zusammenhänge zwischen erhöhten Temperaturen (insbesondere längeren Hitzewellen) und vermehrter Aggressivität und Kriminalität.
Verschiedene Faktoren, die mit dem Klima zusammenhängen können – wie Bodenzerstörung, Wasserknappheit, Bevölkerungsdruck, Armut und mangelndes Funktionieren staatlicher Institutionen – stellen mögliche Ursachen für bewaffnete Konflikte bzw. Kriege dar, welche wiederum mit Gefahren für die Gesundheit verbunden sind. Der Einfluss des Klimawandels auf bewaffnete Konflikte ist jedoch (Stand 2014) umstritten.

## Anpassung an den Klimawandel als Gesundheitsschutz
Zu den Versuchen einer Anpassung an den bereits stattgefundenen oder zu erwartenden Klimawandel gehören in gesundheitlicher Hinsicht unter anderem die Verbesserung der öffentlichen Gesundheit und der Gesundheitsversorgung, das Mapping von gefährdeten Regionen (z. B. urbanen Hitzeinseln), bauliche Maßnahmen (z. B. Ausbau städtischer Grünflächen), die Etablierung von Frühwarnsystemen, Katastrophenpläne zur Lebensmittelversorgung etc.

## Gesundheitlicher Nutzen von Klimaschutzmaßnahmen (Co-Benefits)
Einige Maßnahmen, die in erster Linie darauf ausgerichtet sind, die Konzentration von Treibhausgasen in der Erdatmosphäre zu reduzieren, können gleichzeitig auch signifikante Vorteile für die Gesundheit haben (sogenannte „Co-Benefits“). Dazu gehört unter anderem eine Reduktion von Luftschadstoffen durch die Umstellung der Energieproduktion, der Energieeffizienz sowie die Kontrolle von Deponien; besserer Zugang zu reproduktionsmedizinischen Einrichtungen; ein reduzierter Fleischkonsum; vermehrte aktive Mobilität; sowie der Ausbau städtischer Grünflächen. Es gilt als etablierter Stand der Forschung, dass die mit der Umstellung der Energieversorgung auf saubere Technologien einhergehende niedrigere Luftverschmutzung enorme Verbesserungen für die öffentliche Gesundheit bringt, wodurch Millionen Todesfälle vermieden werden können und zugleich ökonomische Wohlfahrtsgewinne in Höhe von Billionen US-Dollar pro Jahr entstehen.